# 콜래트럴
《콜래트럴》(Collateral)은 마이클 만이 감독을 맡고 스튜어트 비티가 각본을 쓴 2004년 미국의 네오 누아르 액션 스릴러 영화이다. 청부 살인업자 역의 톰 크루즈와 청부 살인업자의 인질이 된 택시 운전사 역의 제이미 폭스가 주연으로 출연했다. 제이다 핑킷 스미스와 마크 러펄로도 출연했다.
폭스와 크루즈의 연기는 많은 호평을 얻었고, 폭스는 아카데미 남우조연상 후보에 오르기도 했다. 영화의 편집자인 짐 밀러와 폴 루벨도 아카데미 편집상 후보에 올랐다.

## 출연
- 톰 크루즈 - 빈센트
- 제이미 폭스 - 맥스 듀로처
- 제이다 핑킷 스미스 - 애니 패럴
- 마크 러펄로 - 레이 패닝
- 피터 버그 - 리처드 와이드너
- 브루스 맥길 - 프랭크 페드로사
- 어마 P. 홀 - 아이다 듀로처
- 배리 샤바카 헨리 - 대니얼 베이커
- 스티븐 코즐로스키(Steven Kozlowski) - 노상 강도[2]
- 리처드 T. 존스 - 교통 경찰 #1
- 클리어 스콧 - 지
- 보디 엘프먼 - 초반 택시 손님
- 데비 메이저 - 초반 택시 손님
- 하비에르 바르뎀 - 펠릭스 레예스토레나
- 에밀리오 리베라 - 파코
- 제이미 맥브라이드(Jamie McBride) - 교통 경찰 #2
- 토머스 로잘레즈 주니어 - 라몬 아얄라
- 인모 유온(Inmo Yuon) - 리터 랭
- 제이슨 스타뎀 - 공항에서의 사내 (카메오 출연)
- 앤젤로 타이프(Angelo Tiffe) - 실베스터 클라크